# Titularbistum Vibiana
Vibiana  ist ein Titularbistum der römisch-katholischen Kirche.
Es geht zurück auf ein früheres Bistum in der römischen Provinz Byzacena in der Sahelregion des heutigen Tunesien.
| Titularbischöfe von Vibiana |                                                       |                                                                            |               |              |
| Nr.                         | Name                                                  | Amt                                                                        | von           | bis          |
| 1                           | Angelo Palmas Titularerzbischof pro hac vice          | Apostolischer Delegat, Apostolischer Nuntius und Apostolischer Pro-Nuntius | 17. Juni 1964 | 9. Juni 2003 |
| 2                           | Eliseo Antonio Ariotti Titularerzbischof pro hac vice | Apostolischer Nuntius                                                      | 17. Juli 2003 |              |